# IC 512
IC 512 је спирална галаксија у сазвјежђу Жирафа која се налази на листи објеката дубоког неба у Индекс каталогу.
Деклинација објекта је + 85° 30' 6" а ректасцензија 9h 3m 49,0s. Привидна величина (магнитуда) објекта IC 512 износи 12,3 а фотографска магнитуда 13,0. Налази се на удаљености од 26,7 милиона парсека од Сунца. IC 512 је још познат и под ознакама UGC 4646, MCG 14-5-2, CGCG 363-49, CGCG 364-8, IRAS 08508+8541, PGC 25451.